# Traduction juridique
La traduction juridique est la traduction technique ou spécialisée du discours relatif au droit ou aux sciences juridiques. 

## Histoire de la traduction juridique
Le droit s'est écrit de manière très différente selon les époques et les pays. À travers l'histoire, les juristes ont toujours été confrontés aux difficultés liées à la diversité linguistique du monde. Les traducteurs juridiques ont dû, par exemple, transposer le droit romain, écrit en latin, dans de nombreuses autres langues afin de permettre sa diffusion et sa compréhension. Parfois, ils ont également dû traduire un droit coutumier formulé oralement dans une langue locale vers un droit écrit dans une autre langue. La traduction juridique apparaît dès lors comme « un enjeu permanent » et « une activité inhérente à la science du droit ».

## Problématiques de la traduction juridique
Dans le domaine des textes juridiques, en particulier des textes de valeur internationale (exemples : conventions internationales, brevet, engagement, étiquetage ou contrats de valeur transfrontalière) ou d'application transfrontalière (exemples : directive ou règlement européen), des enjeux particuliers et importants de « bonne traduction » existent, avec parfois des processus de certification conforme (traduction conforme).
Le langage et sa précision ont une importance majeur dans le droit. Le traducteur peut parfois pour améliorer son travail s'appuyer sur les jurisconsultes, des travaux de philosophie du droit, et surtout de sémiotique et de linguistique juridique. 
Cependant certains concepts juridiques ne sont pas universellement partagés et alors difficile à traduire ; d'autre part certains pays comme la Suisse ont choisi pour leur code civil d'utiliser le langage commun  pour écrire le droit alors que d'autres comme l'Allemagne ou le Portugal quand il a récemment réécrit son droit ont choisi d'utiliser un langage très technique et précis (jargon, vocabulaire et tournures « non-populaires »), mais peu compréhensible pour un individu moyen. 
S'il est relativement facile pour un traducteur compétent dans le droit de transposer ou traduire un texte juridique abscons mais précis en un texte plus clair pour chacun, l'inverse est plus délicat. Le traducteur, même s'il est lui-même juriste doit ainsi souvent interpréter.

## Dictionnaires juridiques bilingues
Les traducteurs juridiques consultent fréquemment des dictionnaires spécialisés bilingues ou multilingues. Toutefois, la qualité de ces ouvrages est variable et leur utilisation peut parfois conduire à des contre-sens. Ces dictionnaires sont surtout des instruments d’aide à l’interprétation plutôt que des recueils d’équivalents sémantiques stricts. La traduction juridique ne consiste pas uniquement à établir une correspondance mot à mot, mais exige souvent une adaptation afin de préserver le sens juridique exact dans la langue cible. Un débat existe également sur la finalité de la traduction : doit-elle rester strictement professionnelle et spécialisée, ou au contraire être accessible au grand public, notamment dans les sociétés bilingues ou multilingues disposant de plusieurs systèmes juridiques.

## Approches et théories de la traduction juridique
Il convient de distinguer les différentes approches de la pratique traductive des théories de la traduction. Les premières relèvent des méthodes de travail adoptées par les traducteurs, tandis que les secondes sont des paradigmes académiques de réflexion. Peu de juristes sont familiers avec les théories de la traduction et demandent parfois aux traducteurs de fournir une traduction « mot à mot ». Cette exigence de littéralité est pourtant problématique, car les différences de structures grammaticales et de systèmes juridiques rendent la traduction verbatim à la fois irréaliste et, le plus souvent, inadaptée. Le rôle du traducteur juridique consiste plutôt à restituer le sens et l’impact des termes dans la langue cible, en tenant compte des spécificités culturelles et juridiques.